# Mikronährstoff (Medizin)
Mikronährstoffe sind im Gegensatz zu den Makronährstoffen wie Fett, Kohlenhydrate und Eiweiß Stoffe, die der pflanzliche, tierische und menschliche Organismus aufnehmen muss, ohne dass sie Energie liefern. Zu den Mikronährstoffen zählen in erster Linie Vitamine, Mineralstoffe (Mengenelemente und Spurenelemente), proteinogene Aminosäuren und Omega-Fettsäuren. Mikronährstoffe sind essentiell für den Ablauf kataboler wie anaboler Reaktionen im Organismus.

## Rolle im Stoffwechsel
Mikronährstoffe sind am Stoffwechsel innerhalb der Zellen und damit an den Grundfunktionen des biologischen Körpers beteiligt, etwa dem Zellwachstum und der damit verbundenen Erneuerung von Haut, Knochen, Muskulatur, Blutkörperchen, der Nervenreizleitung sowie der Bildung von Sekreten und Botenstoffen.
Manche Mikronährstoffe dienen als Cofaktoren, d. h. niedermolekulare Substanzen, welche zu einer biochemischen Reaktion beitragen (z. B. Vitamin K für Reaktionen der γ-Glutamylcarboxylase), andere wie Niacin bilden Bausteine verschiedener Coenzyme (NAD, NADP), manche Derivate von Vitaminen dienen direkt als Coenzyme (z. B. Ubichinon-10 bzw. Coenzym Q10) oder werden z. B. in Fermentationsprozessen wie der Sauerteig-Gärung durch Hefezellen gebildet (z. B. Acetyl-Coenzym A, aktivierte Essigsäure aus Hefezellen). Mikronährstoffe sind damit für die Funktion bestimmter Enzyme bzw. exogener und endogener Enzymreaktionen essentiell. Andere sind Bestandteile für Hormone (z. B. Jod als Bestandteil des Schilddrüsenhormons), als Elektrolyte oder als Antioxidantien.

## Versorgungslage mit Mikronährstoffen
Nach Einschätzung der Deutschen Gesellschaft für Ernährung ist Deutschland „kein Vitaminmangelland“, entsprechende Krankheiten seien „sehr selten“. Auch das Bundesinstitut für Risikobewertung und das Deutsche Krebsforschungszentrum sehen die Versorgung im Normalfall als ausreichend an. Dennoch werden aus Sorge vor Mangelerscheinungen häufig Nahrungsergänzungsmittel eingenommen. Dies ist meist überflüssig, lediglich für bestimmte Nährstoffe und Lebenssituationen kann dies sinnvoll sein, etwa Folsäure in der frühen Schwangerschaft oder Vitamin D bei Säuglingen und pflegebedürftigen Menschen. In Deutschland kommen bezüglich Vitamin D allerdings weitere Risikofaktoren hinzu, wie etwa die geographische Lage und eine zu geringe Sonnenexposition aufgrund bestimmter Lebensgewohnheiten, sodass hier neben den genannten Risikogruppen auch für weitere Teile der Bevölkerung ein Defizit im Jahresverlauf festgestellt werden kann.

## Mangelversorgung

### Entstehung
Normalerweise werden Mikronährstoffe dem menschlichen Körper bei ausgewogener Ernährung ausreichend zugeführt, da sie in natürlichen Nahrungsmitteln in großen Mengen enthalten sind. Am Beispiel der Inhaltsstoffe von 100 Gramm Apfel, frisch, ungeschält, lässt sich ersehen, dass neben den dort vorhandenen natürlichen Kohlenhydraten (Zuckerarten) als Energielieferanten zur o. g. Verstoffwechselung derselben eine Vielzahl von Mikronährstoffen in ausreichender Menge vorhanden sind. Eine Unterversorgung bleibt ohne akute Krankheits-Symptome einer Mangelernährung, wenn und solange der Körper auf Depots, z. B. in Knochen, Zähnen, Bindegewebe, Haut, Leber und Muskulatur zurückgreifen kann. Bei weitem nicht alle Mikronährstoffe können – mittels aufwändigerer Stoffwechselschritte – selbst synthetisiert werden; falls möglich, werden dann ebenfalls Mikronährstoffe verbraucht. Bei den Vitaminen können z. B. elf von 13 organischen Verbindungen auf keine Weise vom Organismus selbst synthetisiert werden. Sowohl der Zugriff auf o. g. Depots an Mikronährstoffen als auch zweitens die teilweise Möglichkeit zur eigenen Synthetisierung ermöglicht dem Körper über eine gewisse Zeit und in gewissem Umfang eine Kompensation fehlender Versorgung.
Kommt es durch längere oder chronische Krankheit oder sonstige körperliche Stresszustände (durch z. B. Rauchen, Umweltgifte → metabolischer und oxidativer Stress) zu erhöhtem Verbrauch an Mikronährstoffen oder fehlt durch zu geringe Zufuhr bei längerer Mangelernährung einer oder mehrere dieser Stoffe oder ist dessen Zufuhr erheblich eingeschränkt, so entwickelt sich ein Defizit an Mikronährstoffen. Dann kommt es – je nach Umfang – zu mehr oder weniger schwerwiegenden Mangelerscheinungen. Mangelernährung tritt z. B. bei zu häufigem oder in Relation übermäßigem Verzehr von in der Natur unbekannten „leeren Energieträgern“ (umgangssprachlich auch „leere Kalorien“ genannt) auf. Dabei handelt es sich um industriell hergestellte Produkte mit Gehalt an Makronährstoffen, welche zwar für deren Verstoffwechselung Mikronährstoffe verbrauchen, selbst jedoch keinen oder nur ungenügenden Gehalt an Mikronährstoffen aufweisen (häufig in Form von Kohlenhydraten bzw. kohlenhydrathaltigen Lifestyle-Produkten wie Cola, Limo, Kartoffelchips, Tütennudeln etc.). Da potenziell weiterhin Mikronährstoffe entdeckt werden und künstliche Zugaben vor allem bezüglich ihrer Dosierung umstritten sind, können selbst als „mit Vitamin xy“ oder ähnlich beworbene Produkte den natürlichen Nahrungsmitteln nicht als gleichwertig angesehen werden. Zudem lassen sich durch ihren Verzehr sowohl Mangelerscheinungen als auch Überdosierungen (u. a. Hypervitaminosen) nicht ausschließen.

### Mangelerscheinungen
Bei insbesondere längerfristigem und chronischem Vitalstoffmangel, u. a. Hypovitaminose, treten Störungen des Stoffwechsels auf. Beispielsweise Skorbut bei starkem Mangel an Vitamin C, u. a. Blutgerinnungsstörungen wegen zahlreicher Protein-Synthesestörungen durch Vitamin-K-Mangel (vgl. Vit. K: Funktionen beim Menschen, anschaulich auch bei den in Rattengift eingesetzten Cumarinen). Ein weiteres Beispiel sind Rachitis sowie Störungen des Immun- und Hormonsystems durch Vitamin-D-Mangel, mit Auswirkungen auch auf den Mineralstoffwechsel (vgl. mangelhafte Calciumregulation bei Hyperparathyreoidismus mit Abbau von Knochen- und Zahnsubstanz). Ebenso kann ein Mangel an Mineralstoffen zu Störungen führen, die für das jeweilige Mineral spezifisch sind (siehe z. B. Eisenmangel, Kaliummangel, Selenmangel, Jodmangel).

### Oxidativer Zellstress
Oxidativer Stress erzeugt Zellschäden und gilt nach der Theorie der freien Radikale nicht nur als mitverantwortlich für das Altern, sondern wird auch in Zusammenhang mit der Entstehung von Krankheiten gebracht. Einen Schutz vor Schädigungen durch freie Radikale stellt das körpereigene Abwehrsystem dar. Außer endogen gebildeten Antioxidantien wirken im Abwehrsystem bestimmte Mikronährstoffe als Radikalfänger und Reduktionsmittel.
Ob die Zufuhr von Antioxidantien einen Nutzen zur Vorbeugung von Krankheiten hat, ist wissenschaftlich umstritten. So zeigen Interventionsstudien, dass eine Supplementierung mit Antioxidantien nur dann wirksam sein kann, wenn die zugrunde liegende Erkrankung auf einer langfristig schlechten antioxidativen Versorgung basiert.

## „Vitalstoffe“
Der Begriff „Vitalstoffe“ wurde 1935 von dem Chemiker Hans Adalbert Schweigart als Sammelbezeichnung für chemisch uneinheitliche Stoffe, die eine Rolle im Stoffwechsel spielen, eingeführt. 1954 gründete Schweigart die Internationale Gesellschaft für Nahrungs- und Vitalstoff-Forschung (IVG). In der Zeitschrift der IVG wurde der Begriff erstmals 1956 erwähnt. Als „Vitalstoffe“ galten demnach „biologisch hochwichtige Substanzen“, zu denen „neben Wasser und Sauerstoff die primär für die Pflanze notwendige Kohlensäure, die exogen-essentiellen Amino- und Fettsäuren, die Vitamine und Mineralstoffe einschließlich Spurenelemente und […] endogen-essentiellen Enzyme und Hormone“ gehören. 1957 definierte dann der wissenschaftliche Rat der Gesellschaft: 

„Vitalstoffe sind überwiegend als Biokatalysatoren in Zellen und Geweben bei Anwesenheit von Wasser, Sauerstoff und Kohlensäure (letztere bei Pflanzen) wirksame lebenswichtige Bestandteile. Dazu gehören nach bisherigen Feststellungen: Enzyme, Co-Enzyme, Vitamine, Hormone, exogen-essentielle Aminosäuren, exogen-essentielle Fettsäuren, Haupt- und Spurenelemente, Duft- und Geschmacksstoffe.“

Zwei Jahre später kritisierte die Deutsche Gesellschaft für Ernährung (DGE) den Begriff als ungenau und lehnte die darauf aufbauende „dynamische Ernährungslehre“ ab. Dennoch wird die Bezeichnung bis heute vereinzelt in der Literatur benutzt, vor allem in Zusammenhang mit der sogenannten Orthomolekularen Medizin. Die Definition unterscheidet sich dabei von Autor zu Autor. Max Otto Bruker etwa – Begründer der „vitalstoffreichen Vollwertkost“ – bezeichnete neben Vitaminen, Mineralstoffen, Spurenelementen, Enzymen, ungesättigten Fettsäuren und Aromastoffen auch Ballaststoffe als „Vitalstoffe“.
Der Begriff ist für den wissenschaftlichen Gebrauch ungeeignet, da er eine große Anzahl Substanzen mit unterschiedlichen Wirkmechanismen zusammenfasst. Die Brockhaus Enzyklopädie digital definiert ihn als „unpräzise Bezeichnung für mehrere Gruppen von Wirkstoffen (v. a. Vitamine, essenzielle Amino- und Fettsäuren), die für den Aufbau und die physiologischen Funktionen der lebenden Zellen und des gesamten Organismus notwendig sind“.
Die IVG führte außerdem den Begriff „Antivitalstoffe“ ein und verstand darunter „Substanzen, die durch unerwünschtes Eingreifen im Zellgeschehen den von Natur aus gesicherten Ablauf hemmen, zerstören oder auch überfordern.“ Dieser Begriff setzte sich nicht durch.